# Lídia Vani
Devenis Lyda  ou Lidia Vani (Vilnius, 2 de outubro de 1920 – Florianópolis, 15 de maio de 2015) foi uma atriz lituana naturalizada brasileira. Considerada uma das grandes atrizes do teatro nacional.

## Biografia
Lídia Vani veio jovem para o Brasil. Nos anos 1940, ingressou no cinema em Loucos por Música e no rádio, participando de programas humorísticos.
Estreou na televisão em 1963 fazendo teleteatros na TV Tupi ao lado de Laura Cardoso, Geórgia Gomide, Elísio de Albuquerque, Rildo Gonçalves, Wanda Kosmo, dentre outros. Sua primeira novela fora O Segredo de Laura na mesma emissora. Passou ainda pela TV Globo nos anos 1970 e pela TV Manchete /SBT nos anos 1980, onde fez seu último trabalho: Uma Esperança no Ar (1986).
Faleceu na cidade de Florianópolis, em 15 de maio de 2015.

## Filmografia

### Televisão
| Ano  | Título                 | Personagem              | Notas                               |
| ---- | ---------------------- | ----------------------- | ----------------------------------- |
| 1963 | Grande Teatro Tupi     | Vários Personagens/ Ada |                                     |
| 1964 | TV de Vanguarda        | —                       | Episódio: "Um Bonde Chamado Desejo" |
| 1964 | O Segredo de Laura     | Rosa                    |                                     |
| 1965 | Onde Nasce a Ilusão    | Maria Tereza            |                                     |
| 1965 | Em Busca da Felicidade | Meg                     |                                     |
| 1967 | O Jardineiro Espanhol  | —                       |                                     |
| 1967 | Estrelas no Chão       | —                       |                                     |
| 1968 | As Professorinhas      | Julieta                 |                                     |
| 1972 | A Revolta dos Anjos    | Nora                    | [ 3 ]                               |
| 1973 | Carinhoso              | Isaura                  | [ 4 ]                               |
| 1974 | Caso Especial          | —                       | Episódio: "Exercício Findo"         |
| 1976 | Anjo Mau               | Catarina                | [ 6 ] [ 7 ]                         |
| 1985 | Tudo em Cima           | Dona Marilu             |                                     |
| 1986 | Uma Esperança no Ar    | Dona Lara               |                                     |

### Cinema
| Ano  | Título                          | Papel        |
| ---- | ------------------------------- | ------------ |
| 1949 | O Caçula do Barulho             | —            |
| 1951 | Loucos Por Música               | —            |
| 1952 | Brumas da Vida                  | Marta        |
| 1953 | Destino em Apuros               | —            |
| 1956 | Mar sem Fim                     | —            |
| 1960 | Paga ou Morre                   | —            |
| 1973 | Anjo Loiro                      | Mãe de Mário |
| 1974 | Travessuras de Pedro Malazartes | Hermelinda   |
| 1977 | Ódio                            | Jandira      |

## Teatro[2]
- 1941 - A Cigana Me Enganou
- 1941 - A Flor da Família
- 1941 - A Pensão de Dona Estela
- 1941 - Carlota Joaquina
- 1945 - A Mulher do Seu Adolf
- 1945 - Aluga-se Uma Sala
- 1946 - O 13º Mandamento
- 1946 - Onde Está Minha Família?
- 1946 - Venha a Nós...
- 1947 - A Raposa
- 1947 - Desejo
- 1947 - Já É Manhã no Mar
- 1947 - Piratão
- 1947 - Uma Estranha Aventura
- 1948 - Chuva
- 1948 - Dona do Mundo
- 1948 - Mulheres
- 1949 - O Balão Que Caiu no Mar
- 1950 - O Fundo do Poço
- 1950 - A Carreira de Zuzu
- 1950 - A Família Barrett
- 1951 - Massacre
- 1952 - Amanhã Será Diferente
- 1956 - Aconteceu Naquela Noite
- 1956 - Cheri
- 1956 - Mar Sem Fim
- 1960 - A Mandrágora
- 1963 - César e Cleópatra
- 1966 - Fé no Santo e Pé na Tábua
- 1968/1969 - A Moreninha
- 1970 - Casamento: Do Pedido ao Aniversário
- 1972 - Violinista no Telhado
- 1972 - Os Inconfidentes
- 1973 - Maria Padilha
- 1976 - Danação das Fêmeas